# Caryanda jiuyishana
Caryanda jiuyishana är en insektsart som beskrevs av Fu, Peng och Z. Zheng 2000. Caryanda jiuyishana ingår i släktet Caryanda och familjen gräshoppor. Inga underarter finns listade i Catalogue of Life.